# Alen Šalinović
Alen Šalinović (Split, 2. kolovoza 1968.) je hrvatski kazališni, televizijski i filmski glumac.

## Filmografija

### Televizijske uloge
- "Bijeli put" kao svećenik (2024.)
- "Mrkomir Prvi" kao krvnik 2 (2023.)
- "Oblak u službi zakona" kao Štromar (2023.)
- "Kumovi" kao Kuzma (2023.)
- "Dar Mar" kao Dugi (2021.)
- "Drugo ime ljubavi" kao privatni detektiv (2020.)
- "Pogrešan čovjek" kao Zelenaš (2018.)
- "Na granici" kao policijski inspektor (2018.)
- "Ko te šiša" kao Pero Perić (2018.)
- "Počivali u miru" kao Ljubo Grlić (2018.)
- "Čista ljubav" kao Vladov odvjetnik (2017.)
- "Zlatni dvori" kao doktor (2016.)
- "Kud puklo da puklo" kao Grgur (2015. – 2016.)
- "Patrola na cesti" kao trener (2016.)
- "Glas naroda" kao policajac Milan (2014.)
- "Larin izbor" kao sudac na Larinom suđenju (2013.)
- "Jugoslavenske tajne službe" kao Ivan Lasić-Gorankić (2012.)
- "Larin izbor" kao sudac na Jakovljevom suđenju (2012.)
- "Stipe u gostima" kao Paško (2008. – 2014.)
- "Periferija city" kao inspektor Joakim (2010.)
- "Najbolje godine" kao odvjetnik Siniša Ilakovac (2010.)
- "Zakon!" kao Stanko (2009.)
- "Mamutica" kao Sinki (2009.)
- "Bračne vode" kao Emilio Ženić (2008.)
- "Zakon ljubavi" kao Jadran Posavec (2008.)
- "Ponos Ratkajevih" kao Matko (2007. – 2008.)
- "Tužni bogataš" kao Kokot (2008.)
- "Ne daj se, Nina" kao gdin. Jurić (2007.)
- "Cimmer fraj" kao Šime Glamužina (2007.)
- "Obični ljudi" kao opasan tip (2007.)
- "Bitange i princeze" kao Joshua/Imoteh (2006. – 2007.)
- "Naša mala klinika" kao Hare Krišna (2006.)
- "Balkan Inc." kao Riply (2006.)
- "Bibin svijet" kao provalnik (2006.)
- "Zabranjena ljubav" kao Ivo Led (2005. – 2006.)
- "Villa Maria" kao Žuvela (2004.)
- "Novo doba" kao Zenko (2002.)
- "Obiteljska stvar" kao Josip (1998.)

### Filmske uloge
- "Posljednji Srbin u Hrvatskoj" kao Boris (2019.)
- "F20" kao taksist (2018.)
- "Nisam se bojao umrijeti" kao doktor (2016.)
- "Dva sunčana dana" kao Mladen (2010.)
- "Zapamtite Vukovar" (2008.)
- "Nije kraj" kao Gluhak (2008.)
- "Novogodišnja pljačka" kao policajac (1997.)
- "Isprani" (1995.)
- "Gospa" (1994.)

### Sinkronizacija
- "Malci 2: Kako je Gru postao Gru" kao dr. Nefario (2022.)
- "Domaća ekipa" kao komentator #2, reporter #2, Will i sudac prvenstvene utakmice (2022.)
- "Zmaj iz čajnika" kao g. Wang (2021.)
- "Obitelj Mitchell protiv strojeva" kao Jim Posey (2021.)
- "Pokémon: Mewtwo uzvraća udarac – Evolucija" kao Giovanni i Brock (2020.)
- "Nevjerojatna priča o divovskoj kruški" kao Odisej Nemo i pukovnik Rekyl (2018.)
- "Ringe Ringe Raja" kao Bing (2018.)
- "Mumini na Azurnoj obali" kao Muminov otac (2016.)
- "Superknjiga" kao Našon, Fikol, Josip, Opsjednuti, Pilat, Josip, Babilonski službenici, Vojnici, Špijun #1, Haman, Učenik Ivana Krstitelja #2, Zapovjednik Julije, Zapovjednik Lizija, Job, Muž, Midjanski vojnik #1, Izraelski vojnici, Čuvari hrama, Izgubljeni sin, Natan, Arhitekt, Radnici (S3EP2), Pesimisti i Svećenik #2 (2016. – 2020.)
- "Robinson Crusoe: Otkrijte pravu priču iza legende" kao Carmello i vođa paluba (2016.)
- "Tajni život ljubimaca" kao Mel (2016.)
- "Božićna priča o igračkama" kao Reptilus Maksimus (2014.)
- "Avanture gospodina Peabodyja i Shermana" kao Aj, kralj Tut i Odisej (2014.)
- "Štrumpfovi 2" kao Hrga (2013.)
- "Turbo" kao Braco (2013.)
- "Gru na supertajnom zadatku" kao Dr. Nefario (2013.)
- "Niko 2: Mali brat, velika frka" kao Ivo (2012.)
- "Ledeno doba 4: Zemlja se trese" kao Silas (2012.)
- "Zvončica i tajna krila" kao Vladar Lorn (2012.)
- "Simsala Grimm" (2011.)
- "Auti 2" kao Majers Kuplungas (2011.)
- "Pipi Duga Čarapa" kao Mrga Krele (2011.)
- "MaksimUm" (2010.)
- "Kako je Gru ukrao mjesec" kao Dr. Nefario (2010.)
- "Sezona lova 2" kao Roko (2008.)
- "Priča o mišu zvanom Despero" kao Pietro (2008.)
- "Popaj u velikoj pustolovini" kao Popaj i Pape (2004.)
- "Potraga za Nemom" kao zubar (2003.)
- "Sinbad: Legenda o sedam mora" (2003.)
- "O mačkama i psima" kao Pomoćnik (2001.)
- "U vrtu pod zvijezdama" kao pripovjedač
- "Yu-Gi-Oh!" kao Maximilion Pegaz, Bakura (sezona 2) i drugi
- "Spužva Bob Skockani" kao Plankton i sporedni likovi (Project 6 sink)
- "Dexterov laboratorij" kao Vallhalen i učitelj
- "Scooby Doo" kao Šerif
- "Medvjedići dobra srca" kao Mrki
- "Jura" kao Pero
- "Ben 10: Alien Force" kao Eho Eho/Megakrom
- "Ed, Edd i Eddy" kao Neven
- "Pokémon" kao Burgh
- "Bikeri s Marsa" kao Dr. Karbankl
- "Cubix" kao Nemo
- "Trollz"
- "Chunggington" kao Andro
- "Super Cure" kao On

## Vanjske poveznice
- Alen Šalinović u internetskoj bazi filmova IMDb-u (engl.)
- Stranica na HNK.hr  Arhivirana inačica izvorne stranice od 26. ožujka 2010. (Wayback Machine)